# Flottering
Flottering är begreppet för att beskriva att mönstertrådar i en väv ligger ovanpå tyget. Namnet kommer av det franska ordet för flyta, sväva. Ju längre flotteringar desto känsligare för rivskador blir textilien. Flera vävtekniker bygger just på att mönstertrådarna ligger ovanpå tyget, till exempel daldräll, munkabälte, plattväv, rosengång och upphämta.